# Кафедральный собор Ардферта
Кафедральный собор Ардферта (ирл. Ardeaglais Ard Fhearta) — расположен в городе Ардферт, графство Керри, Ирландия.
Представляет собой руины католического храма в романском стиле, построенного в XII веке. Построен на месте старинного монастыря VI века, основанного Святым Бренданом «Мореплавателем».